# جریان ایرمینگر

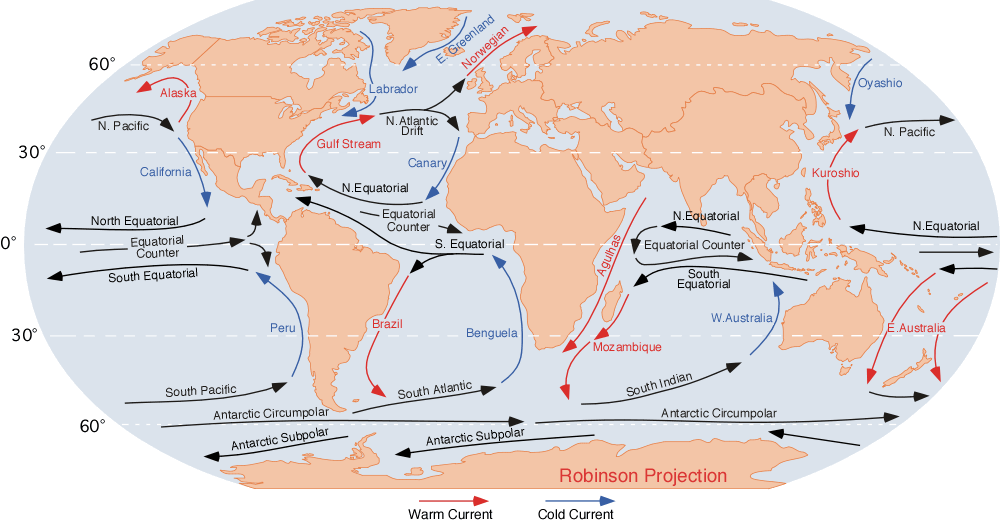
مسیر حرکت جریان ایرمینگر روی نقشه

جریان ایرمینگر (انگلیسی: Irminger Current) یک جریان اقیانوسی در اقیانوس اطلس شمالی است که در غرب ساحل ایسلند به سمت غرب جریان دارد. این جریان از آب‌های نسبتاً گرم و شور شرق اطلس شمالی پدید آمده که توسط جریان اطلس شمالی تغذیه می‌شود. جریان ایرمینگر بخشی از چرخاب اطلس شمالی به‌شمار می‌رود.